# Tony Hawk’s Underground 2
Tony Hawk’s Underground 2 – szósta część serii gier komputerowych Tony Hawk’s Pro Skater oraz sequel gry Tony Hawk’s Underground wydanej w 2003. Tony Hawk’s Underground 2 został wydany 6 października 2004 na PlayStation 2, GameCube, Game Boy Advance, X-boksa, Windows PC oraz w 2005 na PlayStation Portable.

## Rozgrywka
Rozgrywka w Tony Hawk’s Underground 2 jest podobna do tych, z poprzednich gier serii. Gracz jeździ na deskorolce po różnych miastach i zalicza podane przez twórców gole. Większość goli wymaga jazdy nad lub na różnych obiektach lub wykonywaniu odpowiednich combosów. Punkty są liczone poprzez dodawanie punktów z każdego triku i mnożenie przez liczbę wykonanych trików w jednym kombosie. Rozgrywka obraca się wokół gry drużynowej, w której gracz kontroluje grupę 4 skaterów (skater stworzony przez gracza, wybranego profesjonalistę, gościa i ukrytego skatera).

## Fabuła
Tony Hawk’s Underground 2 (THUG 2) zaczyna się w tym samym miejscu, gdzie skończyła się poprzednia część, czyli z bohaterem THUGa 1, który stał się profesjonalistą. Zostajesz porwany przez Tony’ego Hawka i Bama Margerę, aby uczestniczyć w „podziemnym”, całkowicie zwariowanym World Destruction Tour. Zwycięzca wygrywa wszystko, a przegrani płacą za całą wyprawę. Podczas podróży zwiedzisz takie miasta, jak Boston, Berlin, czy Nowy Orlean oraz „podziemny” skatepark nazwany Skatopia, bazowany na prawdziwym skateparku w Ohio (USA).
:Nigel Beaverhausen
Drużyny pierwszy raz spotykają go w Berlinie. Nigel składa im propozycję nakręcenia z nimi nowego skateboardingowego filmu, lecz kończy przylepiony taśmą klejącą do własnej ciężarówki. W Australii został wplątany przez Drużynę Hawka w problemy z miejscową ludnością. W Skatopii relacjonuje finałową część World Destruction Tour, myśląc, że kaseta, którą dostał od Bama Margery prezentuje wyczyny skaterów. Dopiero podczas puszczenia kasety Nigel zdziwił się, że zapisane wideo prezentowało ojca Bama, Phila w toalecie. Znany też jako „stary walibóbr” (ang. „old beaverbanger”).

## Tryb klasyczny
Prawdopodobnie z powodów narzekań fanów na nowy format gry Tony Hawk’s Underground, w której nie było trybu klasycznego, a jedynie tryb fabuły, Neversoft dodał tryb klasyczny, w którym gracz może jeździć tak w nowych, jak i w planszach z poprzednich części wraz z dwuminutowym limitem czasowym, który był dostępny w częściach od 1 do 3.

## Remix
Tony Hawk’s Underground 2 Remix na PlayStation Portable jest bardzo podobna do swojej konsolowej wersji. Zmiany dotyczą dodania czterech nowych poziomów (Kyoto, Santa Cruz, Atlanta i Las Vegas) oraz usunięciu wielu dźwięków i cut-scenek dla zaoszczędzenia baterii. THUG 2 Remix zostało skonwertowane przez Shaba Games, firmę odpowiedzialną za poprzednią konwersję Tony Hawk’s Pro Skater 3, na konsole PlayStation.

## Soundtrack
- 25 Ta Life – „Over the Years”
- 3 Inches of Blood – „Deadly Sinners”
- Aesop Rock – „No Jumper Cables”
- Atmosphere – „Trying To Find A Balance”
- Audio Two – „Top Billin”
- Brand Nubian – „Punks Jump Up To Get Beat Down”
- Camaros – „Cheesecake”
- Cut Chemist – „Drums of Fire”
- Das Oath – „Awesome R***”
- Dead Boys – „Sonic Reducer”
- Dead End Road – „Sin City”
- Disturbed – „Liberate”
- Diverse – „Certified”
- Faith No More – „Midlife Crisis”
- Fear – „I Love Livin In The City”
- Frank Sinatra – „That’s Life”
- Grand Puba – „I Like It”
- Handsome Boy Modeling School – „Holy Calamity”
- Jimmy Eat World – „Pain”
- Johnny Cash – „Ring of Fire”
- Joy Division – „Warsaw”
- Lamb of God – „Black Label”
- Less Than Jake – „That’s Why They Call It A Union”
- Libretto – „Volume”
- Living Legends – „Night Prowler”
- Melbeatz feat. Kool Savas – „Grind On”
- Melvins – „Sweet Willy Rollbar”
- Metallica – „Whiplash”
- Mike V & the Rats – „Never Give Up”
- Ministry – „No W”
- Nebula – „So It Goes”
- Operatic – „Interested In Madness”
- Pete Rock & CL Smooth – „Soul Brother #1"
- Rancid – „Fall Back Down”
- Red Hot Chili Peppers – „The Power of Equality”
- Steel Pulse – „Born Fe Rebel”
- Sugarhill Gang – „Rappers Delight”
- The Casualties – „Unknown Soldier”
- The Distillers – „Beat Your Heart Out”
- The D.O.C. – „Whirlwind Pyramid”
- The Doors – „Break on Through (To the Other Side)”
- The Explosion – „Here I Am”
- The Germs – „Lexicon Devil”
- The Hiss – „Back On The Radio”
- The Living End – „End of the World”
- Ramones – „Rock 'N Roll High School”
- The Stooges – „1970”
- The Suicide Machines – „High Anxiety”
- Ultramagnetic MC’s – „Ego Trippin”
- Violent Femmes – „Add It Up”
- Ween – „It’s Gonna Be A Long Night”
- X – „Los Angeles”
- Zeke – „Long Train Runnin'”